# UUM-44導彈
UUM-44 SUBROC（SUBmarine ROCket，潛艇火箭）是一種部署在美國海軍的潛射火箭，作反潛武器之用。它攜帶一枚爆炸當量為25萬噸的熱核彈頭，是為鑽深核彈。

## 研發
UUM-44導彈是在Nobska計劃（1956年夏天進行的潛艇戰研究）中數種受推崇進行研發的武器之一。UUM-44導彈的研發在1958年開始，其技術評估在1963年完成。1964年，它在攻擊型潛艇USS Permit上具備初始作戰能力。當UUM-44導彈具備初始作戰能力時，負責採購武器的美國海軍上將指UUM-44導彈「…有比UGM-27北極星導彈更困難的技術問題」。

## 運作
UUM-44導彈可從21英寸潛艇魚雷管發射。發射後，固體燃料火箭發動機點火，UUM-44導彈上浮至水面。隨後，發射角度改變，並跟隨預定軌道飛向目的地。當在軌道上的火箭到達預定時間時，重返大氣層載具(包含彈頭)會從固體燃料火箭發動機分離。25萬噸的W55潛深核彈落入水中並迅速下沉，以在目標附近引爆。彈頭並不需要直接觸碰命中目標。
W55的直徑為35 cm(14英寸)，長1 m(39英寸)，重213 kg(470磅)。有些文獻提到W55是1958年7月22日的第一次硬餅乾行動(英語: Operation Hardtack I)的實驗炸彈測試中演變而來的，實驗炸彈的完整二段式設計估計當量為20.2萬噸。研究員Chuck Hansen聲稱根據他的美國核計劃研究，W55和W58核彈頭共用同一個初級核彈設計或初級裂變階段設計，這款設計在2001年被他暱稱為Kinglet初級核彈設計。
UUM-44導彈的戰術用途是作為緊急長距離攻擊武器(英語: urgent-attack long-range weapon)，以攻擊時間急切潛艇目標(英語: time-urgent submarine targets)，這些目標無法在不暴露發射潛艇位置的情況下，以任何武器攻擊(如要求進行空襲)，或目標太遠，難以以潛艇發射的魚雷快速進行攻擊。UUM-44導彈在戰術上的原理與RUR-5阿斯洛克反潛飛彈和Ikara導彈相似。UUM-44導彈的另一個優點是它在接近目標時不能被目標及時探測得到，並採取迴避動作，加上彈頭巨大當量使目標幾乎避無可避。但是，相比於RUR-5阿斯洛克反潛飛彈和Ikara導彈，UUM-44導彈的靈活性較低，因為它只能搭載核彈頭，它不能在常規(即非核)交戰中提供戰區外的火力支援。
UUM-44導彈的生產在1968年終止。它從未投入戰鬥，全數285枚W55核彈頭都在1990年隨着冷戰結束而退役。因為核彈頭對於UUM-44導彈來說是必不可少的一部分，所以它無法交由其他海軍使用，也沒有任何證據證明在公認協議下它有被供應至北約國。1980年，一個計劃繼任者UUM-125海矛獲准研發。1982年UUM-125海矛的研發合約交予波音。該系統及其彈頭W89也在1990年隨着冷戰結束而取消。

## 外部連結
- Astronautix article on the UUM-44A
- Allbombs.html nuclear weapon list at nuclearweaponarchive.org